# Blumenavia toribiotalpaensis
Blumenavia toribiotalpaensis är en svampart som beskrevs av Vargas-Rodr. 2006. Blumenavia toribiotalpaensis ingår i släktet Blumenavia och familjen stinksvampar.   Inga underarter finns listade i Catalogue of Life.